# Archytas aterrimus
Archytas aterrimus är en tvåvingeart som först beskrevs av Jean-Baptiste Robineau-Desvoidy 1830.  Archytas aterrimus ingår i släktet Archytas och familjen parasitflugor. Inga underarter finns listade i Catalogue of Life.